# Duplaspidiotus magnus
Duplaspidiotus magnus är en insektsart som beskrevs av Brimblecombe 1957. Duplaspidiotus magnus ingår i släktet Duplaspidiotus och familjen pansarsköldlöss. Inga underarter finns listade i Catalogue of Life.